# Гараи, Янош (фехтовальщик)
Я́нош Га́раи (венг. Garay János; 23 февраля 1889, Будапешт, Австро-Венгрия, — 1945, Маутхаузен, Германия) — венгерский фехтовальщик, один из лучших саблистов мира в 20-е годы XX века.
В 1923 году стал чемпионом Венгрии по сабле в личном зачете (позднее, в 1927 и 1930 годах, становился чемпионом в командном зачете).
Выступая в составе венгерской сборной на летних Олимпийских играх 1924 года в Париже, Гараи стал серебряным призёром в командном и бронзовым в личном зачёте. В 1928 году на Олимпиаде в Амстердаме стал чемпионом в командном зачёте.
Помимо этого, в 1925 году стал чемпионом мира в личном, а в 1930 году — в командном зачёте.
В 1944 году, после оккупации Венгрии Германией, Гараи как еврей попал в число 437000 венгерских евреев, подлежащих депортации. Он был отправлен в концлагерь Маутхаузен, где и умер в 1945 году (точная дата смерти неизвестна, существуют варианты — 5 марта, 30 марта и 3 мая).
В 1990 году посмертно стал членом Международного еврейского спортивного зала славы. В Будапеште именем Гараи названа школа.
Его падчерицей была олимпийская чемпионка 1952 года по плаванию на дистанции 400 м вольным стилем Валерия Дьенге.